# Dylan Taylor
Dylan Taylor (Toronto, 9 luglio 1981) è un attore canadese.

## Biografia
Attivo principalmente in ambito televisivo, si è distinto per avere interpretato Steve Wassenfelder in Defying Gravity - Le galassie del cuore.

## Filmografia

### Cinema
- Un ragionevole dubbio (Reasonable Doubt), regia di Peter Howitt (2014)
- Resident Evil: Welcome to Raccoon City, regia di Johannes Roberts (2021)

### Televisione
- Aliens in America - serie TV, 3 episodi (2007-2008)
- House Party - serie TV, 6 episodi (2008)
- Defying Gravity - Le galassie del cuore (Defying Gravity) - serie TV, 13 episodi (2009)
- Covert Affairs - serie TV, 27 episodi (2010-2014)
- Flashpoint - serie TV, episodio 4x16 (2011)
- Copper - serie TV, 23 episodi (2012-2013)
- Rookie Blue - serie TV, episodio 3x12 (2012)
- The Listener - serie TV, episodio 5x07 (2014)
- Rogue - serie TV, 9 episodi (2015-2016)
- The Lizzie Borden Chronicles - serie TV, 7 episodi (2015)
- Slasher - serie TV, 3 episodi (2016)
- 22.11.63 - miniserie televisiva, episodio 2 (2016)
- Reign - serie TV, episodio 3x15 (2016)
- Pure - serie TV, 7 episodi (2017-2019)
- Heartland - serie TV, episodio 11x02 (2017)
- Bad Blood - serie TV, 8 episodi (2018)
- Hudson & Rex - serie TV, episodi 1x03, 1x05 (2019)
- Fortunate Son - serie TV, 8 episodi (2020)
- Good Witch - serie TV, episodi 6x08-6x09 (2020)
- The Expanse - serie TV, episodi 6x03, 6x06 (2021-2022)
- Private Eyes - serie TV, episodi 5x06-5x07 (2021)
- Departure - serie TV, episodi 2x04-2x05 (2021)
- Workin' Moms - serie TV, 17 episodi (2022-2023)
- The Madness - miniserie televisiva, episodio 1 (2024)

### Doppiaggio
- Far Cry 4 - videogioco, voce di Hurk (2014)
- Far Cry Primal - videogioco, voce di Urki (2016)
- Far Cry 5 - videogioco, voce di Hurk e Sharky Broadshaw (2018)
- Far Cry New Dawn - videogioco, voce di Hurk e Sharky Broadshaw (2019)

## Doppiatori italiani
Nelle versioni in italiano delle opere in cui ha recitato, Dylan Taylor è stato doppiato da:
- Stefano Crescentini in Un ragionevole dubbio, The Lizzie Borden Chronicles
- Luigi Ferraro in Defying Gravity - Le galassie del cuore
- Stefano Alessandroni in Copper
- Guido Di Naccio in Slasher
- Massimo Bitossi in Hudson & Rex
- Stefano Thermes in The Expanse
- Alessandro Budroni in Resident Evil: Welcome to Raccoon City
- Fabrizio Picconi in Workin' Moms
- Francesco Fabbri in The Madness

Da doppiatore è stato sostituito da:
- Luca Sandri in Far Cry 3, Far Cry 4, Far Cry 5 (Hurk), Far Cry New Dawn (Hurk)
- Edoardo Lomazzi in Far Cry 5 (Sharky Broadshaw), Far Cry New Dawn (Sharky Broadshaw)